# Налбандян Алексан Аветисович
Алекса́н Авети́сович Налбандя́н (вірм. Ալեքսան Նալբանդյան; 18 квітня 1971, Єреван) — радянський, пізніше вірменський та російський боксер, призер чемпіонату світу.

## Спортивна кар'єра
Алексан Налбандян займався боксом з 11 років. 1991 року став бронзовим призером чемпіонату СРСР і переможцем Спартакіади народів СРСР.
На чемпіонаті світу 1991 здобув одну перемогу, а в 1/8 фіналу програв Данієлю Петрову (Болгарія) — 12-30.
Після розпаду СРСР до 1994 року входив до складу збірної Вірменії. Наприкінці 1994 року переїхав до Росії і ввійшов до складу її збірної. 1997 року став чемпіоном Росії. 1998 року зайняв друге місце на Іграх доброї волі.
На чемпіонаті світу 1999 Налбандян включився в боротьбу за нагороди з чвертьфіналу, в якому переміг Хосе Луїса Варела (Венесуела) — 6-1. В півфіналі програв Маікро Ромеро (Куба) — 2-9 і отримав бронзову нагороду.
2002 року Налбандян повернувся до Вірменії. На чемпіонаті Європи 2004 у складі збірної Вірменії здобув дві перемоги, а в чвертьфіналі програв Палу Бедак (Угорщина) — 17-36.
На Олімпійських іграх 2004 він переміг Редуана Аслума (Франція) — 27-20 та Нажаха Алі (Ірак) — 24-11, а в чвертьфіналі програв Цзоу Шимін (Китай) — 12-20.
Після Олімпіади 2004 перейшов до тренерської діяльності.